# 颜济
颜济（1924年—2021年），男，四川成都人，中国小麦遗传育种学家、农业教育家，四川农业大学教授、博士生导师。